# Działo kwakrów

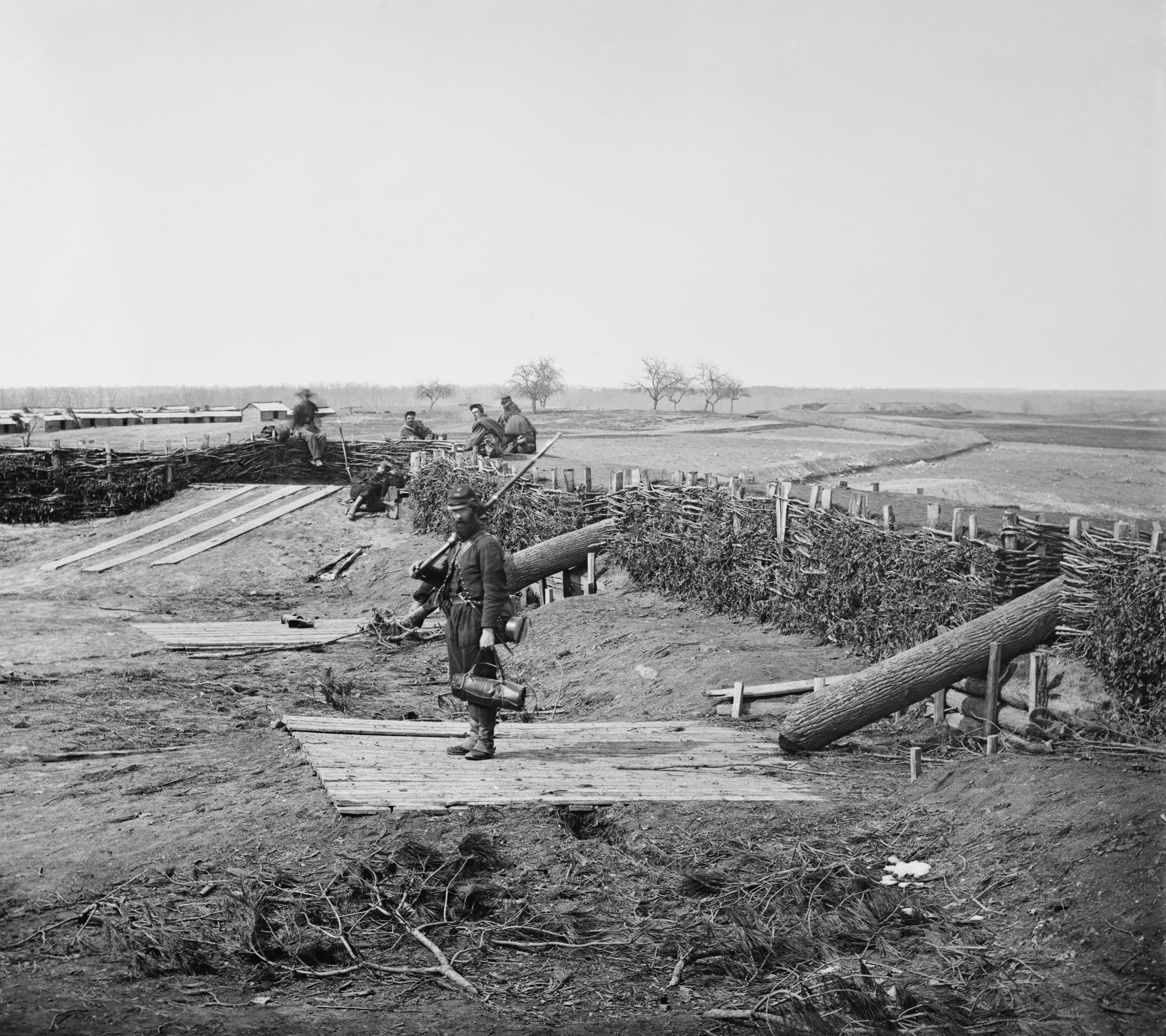
Działa kwakrów w byłych fortyfikacjach konfederatów w Manassas w Wirginii (1862)

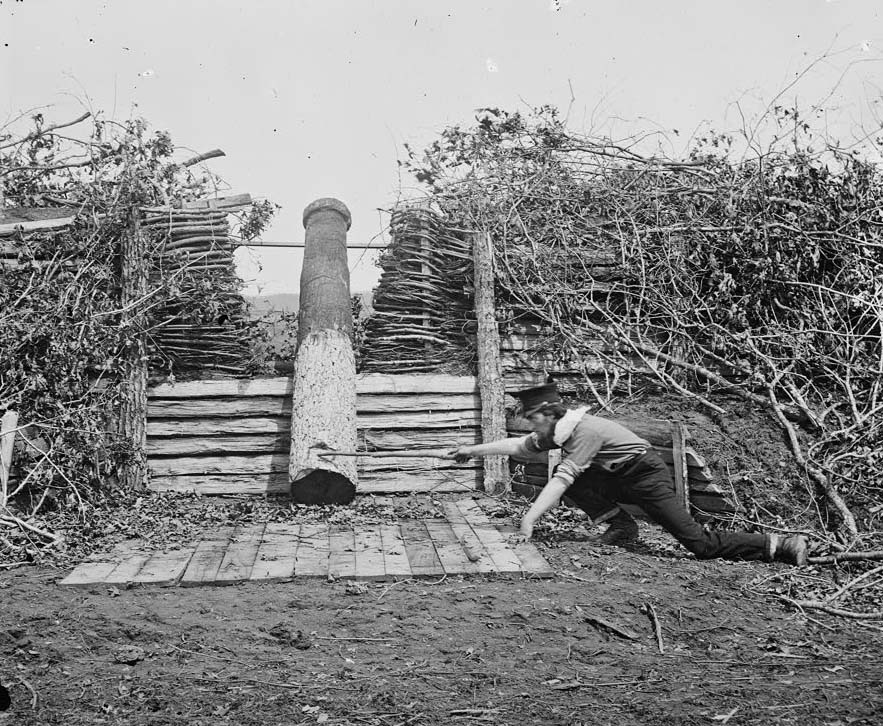
Działo kwakrów w pobliżu Centerville w Wirginii. Żołnierz z kijem udaje, że podpala lont lontownicą

Działo kwakrów (ang. Quaker gun) – taktyka powszechnie stosowana podczas działań wojennych w XVIII i XIX wieku, polegająca na umieszczaniu na stanowisku ogniowym drewnianej kłody zwykle pomalowanej na czarno, przypominającej swoim wyglądem prawdziwe działo. Celem działa kwakrów było wprowadzenie przeciwnika w błąd co do sił własnych i opóźnienie jego ataku. 
Nazwa działa wywodzi się od chrześcijańskiego Religijnego Towarzystwa Przyjaciół (kwakrów), które tradycyjnie wyraża sprzeciw religijny wobec wojny i przemocy.

## Historia
W 1780 podczas wojny o niepodległość Stanów Zjednoczonych pułkownik William Washington po raz pierwszy wykorzystał działo kwakrów przeciwko lojalistom, których otoczył wraz ze swoimi żołnierzami w zabarykadowanej stodole niedaleko Camden w Karolinie Południowej. Pułkownik nie posiadając ani jednego „prawdziwego” działa, nakazał stworzyć je z drewna sosnowego poza zasięgiem wzroku lojalistów i wycelować w stodołę, grożąc otwarciem ognia, jeśli się nie poddadzą. Działo kwakrów natychmiast spełniło swoją rolę, bowiem lojaliści szybko złożyli broń, nie oddając ani jednego strzału.
Działa kwakrów użyto kilkukrotnie podczas amerykańskiej wojny secesyjnej. We wrześniu 1861 konfederaci ewakuując się z Munson’s Hill w Wirginii, ustawili dwie drewniane kłody i rurę od pieca, czym skutecznie zmylili unionistów, którzy wzięli je za działa Parrotta. Na początku 1862 podczas kampanii półwyspowej generał Unii George McClellan, na podstawie informacji zwiadowców, przekonany był, że ma przeciwko sobie bardzo licznego przeciwnika posiadającego 300 dział – w rzeczywistości większość z nich okazała się być działami kwakrów.